# Stella di neutroni

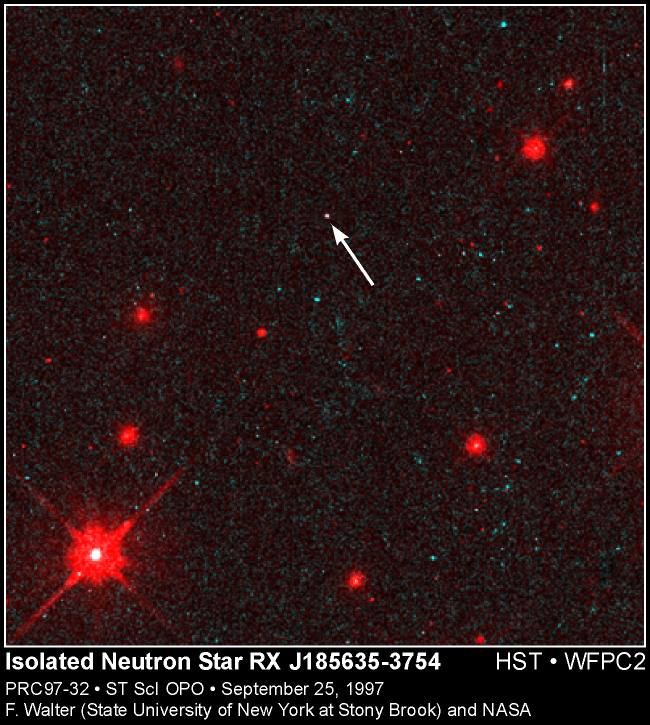
La prima osservazione diretta di una stella di neutroni, RX J185635-3754

Una stella di neutroni è una stella compatta formata da materia degenere, la cui componente predominante è costituita da neutroni mantenuti insieme dalla forza di gravità. Si tratta di una cosiddetta stella degenere. È un corpo celeste massiccio di piccole dimensioni - di ordine non superiore alla trentina di chilometri - ma avente altissima densità, e massa generalmente compresa tra le 1,4 e le 3 masse solari (anche se la più massiccia finora osservata è pari a 2,01 masse solari). Una stella di neutroni è il risultato del collasso gravitazionale del nucleo di una stella massiccia, che segue alla cessazione delle reazioni di fusione nucleare per l'esaurimento degli elementi leggeri al suo interno, e rappresenta pertanto l'ultimo stadio di vita di stelle con massa molto grande (superiore alle 10 masse solari).
I neutroni sono costituenti del nucleo atomico e sono così chiamati in quanto elettricamente neutri. L'immensa forza gravitazionale, non più contrastata dalla pressione termica delle reazioni nucleari che erano attive nel corso della vita di una stella, schiaccia i nuclei atomici fra loro portando a contatto le particelle subatomiche, fondendo gli elettroni con i protoni trasformandoli in neutroni. La materia che forma le stelle di neutroni è diversa dalla materia ordinaria, e non ancora del tutto compresa. Le sue caratteristiche fisiche di densità sono più vicine a quelle dei nuclei atomici piuttosto che alla materia ordinaria composta da atomi. Le stelle di neutroni sono state tra i primi oggetti astronomici notevoli a essere predetti teoricamente (nel 1934) e, in seguito, scoperti e identificati (nel 1967).
Sono stelle di neutroni gli oggetti chiamati pulsar - un termine modellato dalla contrazione delle parole pulsating e star, e definito come sorgente radio pulsante stellare - stelle che emettono pulsazioni regolari di radiazione elettromagnetica visibili dal nostro pianeta. Questo fenomeno è dovuto alla rotazione rapida e alla non coincidenza dei poli magnetici con i poli dell'asse di rotazione: per effetti legati all'intensità estrema del campo magnetico, le stelle di neutroni emettono fasci di radiazione altamente energetici dai poli magnetici, che possono essere percepiti come la luce di un faro quando sono puntati in direzione della visuale terrestre. 
Alcune stelle di neutroni vengono chiamate magnetar (contrazione di magnetic star), in quanto caratterizzate da un campo magnetico di enorme intensità.

## Descrizione

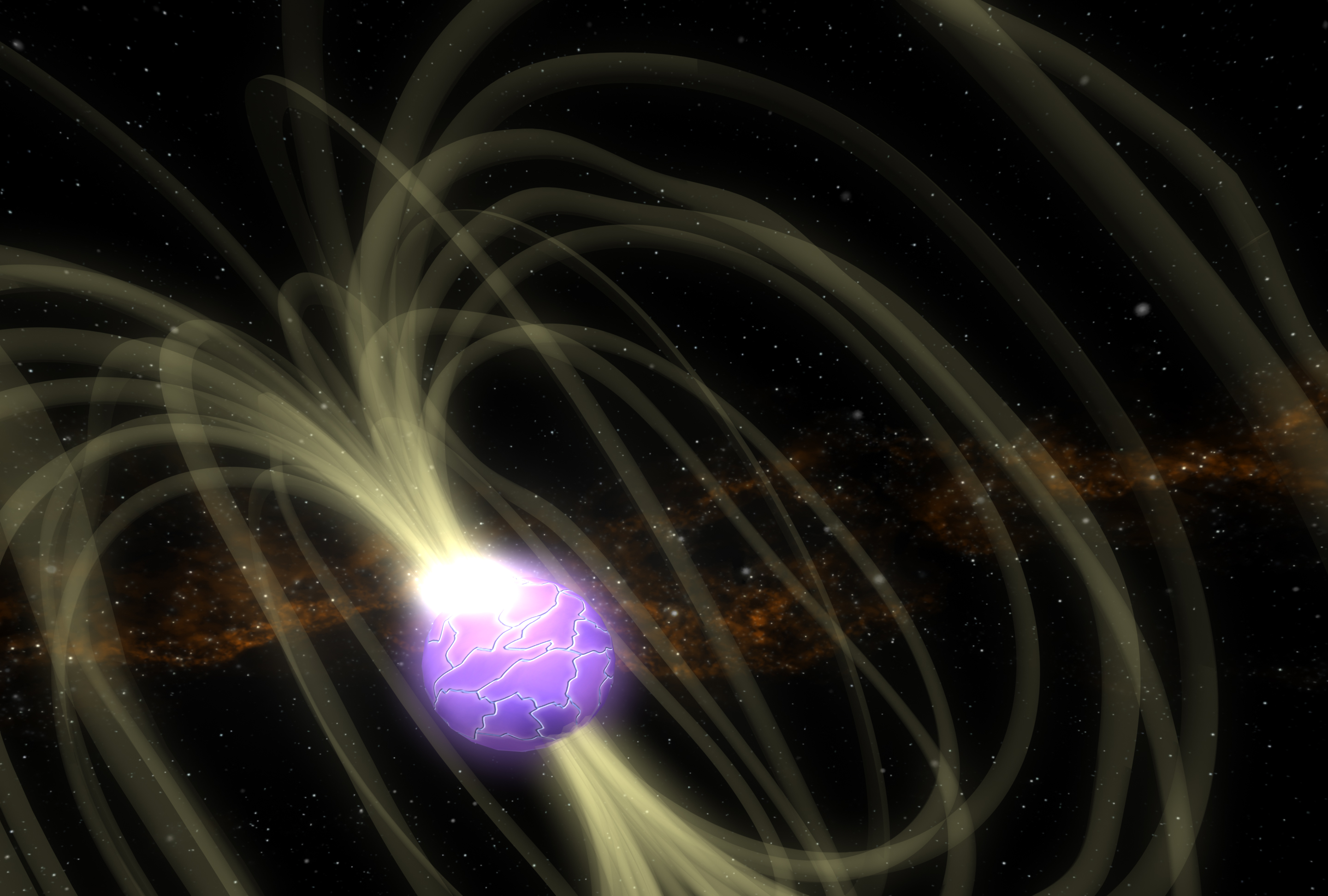
Rappresentazione di una stella di neutroni e del suo intenso campo magnetico

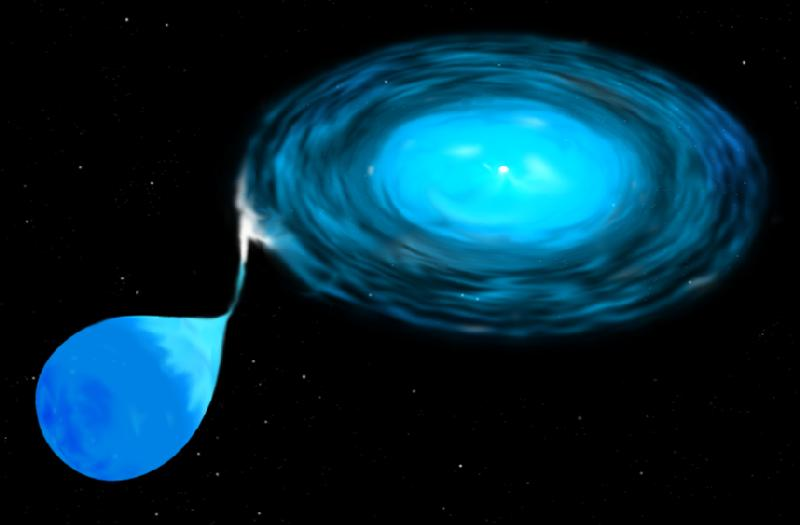
Disco di accrescimento di una stella di neutroni

Le stelle di neutroni hanno una massa simile a quella del Sole, sebbene il loro raggio sia di qualche decina di chilometri, vale a dire diversi ordini di grandezza inferiore.
La loro massa è concentrata in un volume di 7 × 1013 m3, circa 1014 volte più piccolo e la densità media è quindi 1014 volte più alta. Tali valori di densità sono i più alti conosciuti e impossibili da riprodurre in laboratorio (a titolo esemplificativo, per riprodurre una densità pari a quella dell'oggetto in questione occorrerebbe comprimere una portaerei nello spazio occupato da un granello di sabbia).
Per fare un esempio concreto, consideriamo una stella di neutroni con raggio di 15 km e massa pari a 1,4 volte quella del Sole; essa avrà una densità di 1,98 x 1011 kg/cm3, vale a dire 198 milioni di tonnellate per centimetro cubo. Volendo immaginare una quantità equivalente in peso della "nostra" materia, per eguagliare la massa di un cm3 di materia della suddetta stella di neutroni sarebbe necessario un volume di 72 milioni di metri cubi di marmo (assumendo per esso una densità di 2,75 g/cm3), pari a un cubo di marmo con lato di 416 metri.
Si tratta di una densità simile a quella dei nuclei atomici, ma estesa per decine di chilometri. In effetti, le stelle di neutroni possono essere considerate nuclei atomici giganti tenuti insieme dalla forza gravitazionale, che non collassano grazie all'effetto repulsivo della pressione di degenerazione neutronica, dovuto al principio di esclusione di Pauli, e all'effetto repulsivo della forza forte, secondo il limite di Tolman-Oppenheimer-Volkoff.

Spaccato di una stella di neutroni

A causa della massa compressa in piccole dimensioni, una stella di neutroni possiede un campo gravitazionale superficiale cento miliardi (1011) di volte più intenso di quello della Terra. Una delle misure di un campo gravitazionale è la sua velocità di fuga, cioè la velocità che un oggetto deve avere per potergli sfuggire; sulla superficie terrestre essa è di circa 11 km/s, mentre su quella di una stella di neutroni si aggira intorno ai 100000 km/s, cioè un terzo della velocità della luce.
Le stelle di neutroni sono uno dei possibili stadi finali dell'evoluzione stellare e sono quindi a volte chiamate stelle morte o cadaveri stellari. Si formano nelle esplosioni di supernova come il residuo collassato di una stella di grande massa (nelle supernovae di tipo II o Ib).
Una tipica stella di neutroni ha un diametro di 20 km, ha una massa minima di 1,4 volte quella del Sole (altrimenti sarebbe rimasta una nana bianca) e una massima di tre volte quella del Sole (altrimenti collasserebbe in un buco nero). La sua rotazione è spesso molto rapida: la maggior parte delle stelle di neutroni ruota con periodi da 1 a 30 s, ma alcune arrivano a pochi millesimi di secondo.
La materia alla loro superficie è composta da nuclei ordinari ionizzati. Cominciando a scendere, si incontrano nuclei con quantità sempre più elevate di neutroni. Questi nuclei in condizioni normali decadrebbero rapidamente, ma sono tenuti stabili dall'enorme pressione. Ancora più in profondità si trova una soglia sotto la quale i neutroni liberi si separano dai nuclei e hanno un'esistenza indipendente. In questa regione si trovano nuclei, elettroni liberi e neutroni liberi. I nuclei diminuiscono andando verso il centro, mentre la percentuale di neutroni aumenta. La natura esatta della materia superdensa che si trova al centro non è ancora ben compresa. Alcuni ricercatori si riferiscono a essa come a una sostanza teorica, il neutronio. Potrebbe essere una mistura superfluida di neutroni con tracce di protoni ed elettroni, potrebbero essere presenti particelle di alta energia come pioni e kaoni e altri speculano di materia composta da quark subatomici. Finora le osservazioni non hanno né confermato né escluso questi stati "esotici" della materia. Tuttavia, esaminando le curve di raffreddamento di alcune stelle di neutroni conosciute, sembrerebbe confermata l'ipotesi di stati superfluidi (e anche superconduttivi), almeno in alcune zone degli strati interni di tali astri.

## Storia delle scoperte

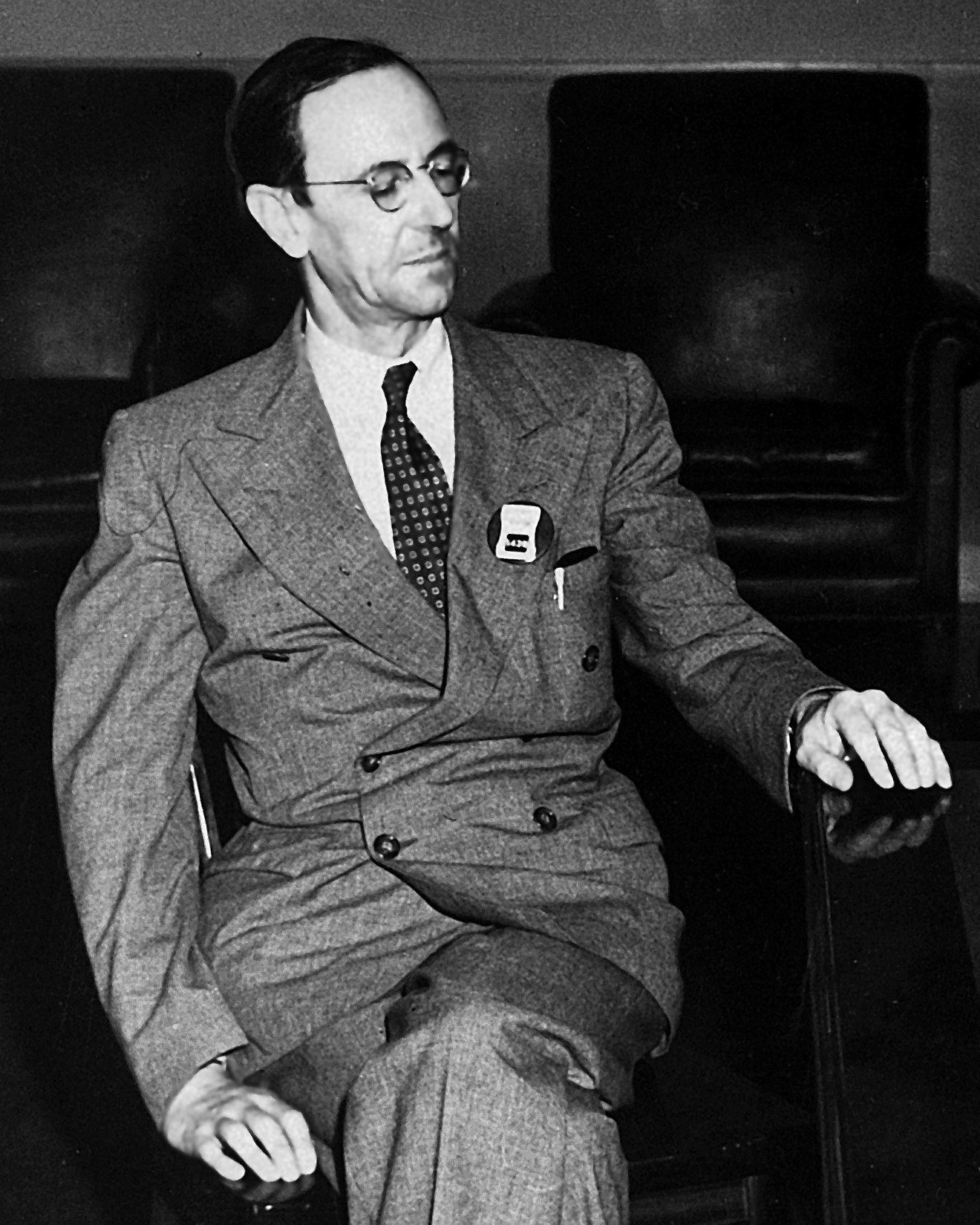
James Chadwick, scopritore del neutrone

Nel 1932, Sir James Chadwick scoprì il neutrone, una nuova particella (che allora si pensava elementare mentre oggi si sa essere composta di quark) che gli valse il premio Nobel per la fisica del 1935.
Nel 1934, Walter Baade e Fritz Zwicky proposero l'esistenza di stelle interamente composte di neutroni, dopo solo due anni dalla scoperta di Chadwick. Cercando una spiegazione per le origini delle supernovae, proposero che queste producessero delle stelle di neutroni. Baade e Zwicky proposero correttamente che le supernovae sono alimentate dall'energia di legame gravitazionale della stella di neutroni in formazione: "Nel processo della supernova la massa viene annichilita". Se per esempio le parti centrali di una stella massiccia, prima del collasso, ammontano a tre masse solari, allora si potrebbe formare una stella di neutroni di due masse solari. L'energia di legame di una tale stella di neutroni è equivalente, quando espressa in unità di massa usando la famosa equazione E=mc², a una massa solare. È in ultima analisi questa energia che alimenta la supernova.

## Tipi di stelle di neutroni osservabili
Una stella di neutroni isolata, senza alcuna materia attorno a essa, è praticamente invisibile: la sua altissima temperatura la porta a emettere un po' di radiazione visibile, ultravioletta, X e gamma, ma data la sua piccolezza la luce emessa è molto poca e, a distanze astronomiche, non rilevabile. Se però la stella di neutroni ha una compagna, questa può cederle massa. Oppure la stella di neutroni può "alimentarsi" da materia presente nei dintorni, se per esempio sta attraversando una nube di gas. In tutti questi casi la stella di neutroni può manifestarsi sotto varie forme:
- Pulsar: termine generico indicante una stella di neutroni che emette impulsi direzionali di radiazione rilevabili sulla Terra grazie al suo fortissimo campo magnetico e alla sua radiazione. Funzionano più o meno come un faro rotante o come un orologio atomico.
- Burster a raggi X - una stella di neutroni con una compagna binaria di piccola massa, dalla quale estrae materia che va a cadere sulla sua superficie. La materia che cade acquista un'enorme energia, ed è irregolarmente visibile.
- Magnetar - un tipo di ripetitore gamma soft che ha un campo magnetico molto potente.

## Rotazione delle stelle di neutroni

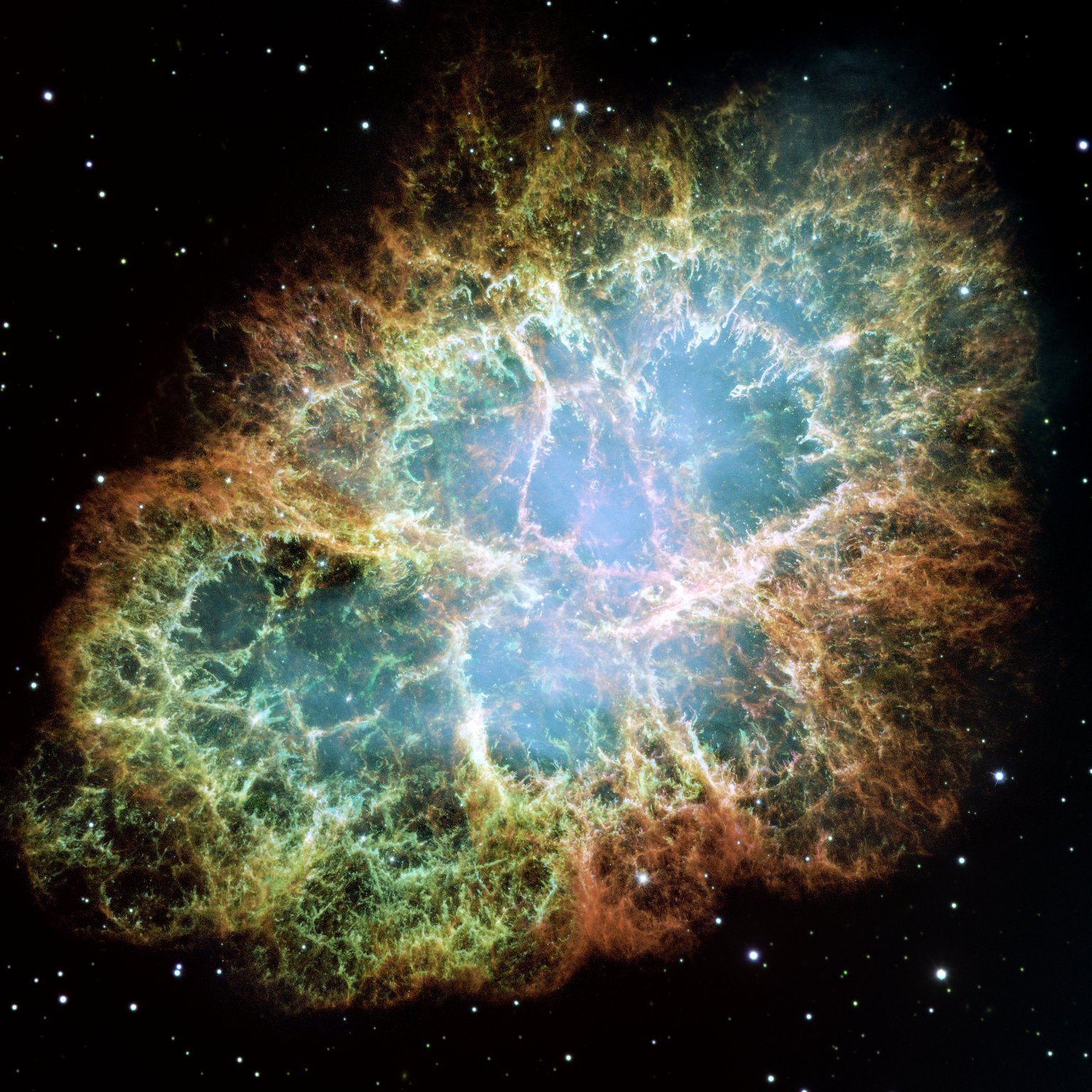
Nebulosa del Granchio

Le stelle di neutroni ruotano in modo molto rapido dopo la loro creazione, a causa della legge di conservazione del momento angolare: come una pattinatrice che accelera la sua rotazione chiudendo le braccia, la lenta rotazione della stella originale accelera mentre collassa. Una stella di neutroni appena nata può ruotare molte volte al secondo (quella nella Nebulosa del Granchio, nata appena 950 anni fa, ruota 30 volte al secondo). A volte, quando hanno una compagna binaria e possono ricevere da essa nuova materia, la loro rotazione accelera fino a migliaia di volte al secondo, distorcendo la loro forma sferica in un ellissoide, vincendo il loro fortissimo campo gravitazionale (tali stelle di neutroni, in genere scoperte come pulsar, sono chiamate pulsar ultrarapide).
Col tempo, le stelle di neutroni rallentano perché i loro campi magnetici rotanti irradiano energia verso l'esterno. Le stelle di neutroni più vecchie possono impiegare molti secondi o anche minuti per compiere un giro. Questo effetto è detto frenamento magnetico. Nel caso delle pulsar, il frenamento magnetico aumenta l'intervallo tra un impulso e un altro.
Il ritmo a cui una stella di neutroni rallenta la propria rotazione è costante e molto lento: i ritmi osservati sono tra 10−12 e 10−19 secondi al secolo. In altre parole, una stella di neutroni che adesso ruota in esattamente un secondo, tra un secolo ruoterà in 1,000000000001 secondi, se è tra quelle che rallentano di più: le più giovani, con un campo magnetico più forte. Le stelle di neutroni con un campo magnetico più debole hanno anche un frenamento magnetico meno efficace, e impiegano più tempo per rallentare. Queste differenze infinitesimali sono comunque misurabili con grande precisione dagli orologi atomici, sui quali ogni osservatore di pulsar si sincronizza.
A volte le stelle di neutroni sperimentano un glitch, un improvviso aumento della loro velocità di rotazione (comunque molto piccolo, comparabile con il rallentamento visto in precedenza). Si pensa che i glitch si originino da riorganizzazioni interne della materia che le compongono, in modo simile ai terremoti terrestri, oppure dal moto del superfluido neutronico che si trova all'interno delle stelle di neutroni.

## Il fenomeno delle pulsar

Ciclo dei raggi X della pulsar delle Vele

Le stelle di neutroni hanno un campo magnetico molto intenso, circa 100 miliardi di volte più intenso di quello terrestre. La materia in arrivo viene letteralmente incanalata lungo le linee di campo magnetico. Gli elettroni viaggiano allontanandosi dalla stella, ruotando attorno a essa in modo sincrono, finché non raggiungono il punto in cui sarebbero costretti a superare la velocità della luce per continuare a co-ruotare con essa. A questa distanza l'elettrone si deve fermare, e rilascia parte della sua energia cinetica come raggi X e raggi gamma. Gli osservatori esterni vedono questa radiazione quando osservano il polo magnetico. Poiché questo ruota velocemente insieme alla stella, gli osservatori vedono in realtà degli impulsi periodici. Tale fenomeno è detto pulsar.
Quando le pulsar furono scoperte si pensò che potessero essere emissioni da parte di extraterrestri: nessun fenomeno naturale conosciuto a quel tempo poteva spiegare degli impulsi così regolari. Ci volle poco, però, per arrivare alla corretta interpretazione.
Esiste un altro tipo di stella di neutroni, conosciuto come magnetar (contrazione di magnetic e star). Essa presenta campi magnetici ancora più forti, dell'ordine dei 10 GT o più, abbastanza da cancellare una carta di credito dalla distanza del Sole e, si pensa, essere mortali dalla distanza della Luna, a 400000 km (quest'ultimo dato è solo un'ipotesi, dato che la tecnologia odierna non è in grado di generare campi magnetici così forti da essere mortali).